# ماهی سیخ‌به‌سر
ماهی سیخ‌به‌سر (نام علمی: Bregmaceros) نام یک سرده از راسته روغن‌ماهی‌سانان است.